# Patzímaro de Aviña
Es una comunidad ubicada en el occidente del municipio de Churintzio, Michoacán. Por el norte limita con El salto; al este con El Fuerte; al sureste con La Higuera; al suroeste con San Juan Aramutaro; al poniente con el cerro Blanco; al norponiente con Ecuandureo. Su distancia de la cabecera del municipio es 7 kilómetros. Fue fundado por familias de colonos provenientes de España y de Aviñón, Francia. 

## Etimología
La palabra Patzímaro viene del purépecha se interpreta como "Palos secos"; "Lugar junto a los juncos"; "Lugar de gente sin dientes"; "Lugar de gente desnuda"; "Lugar de gente de paz". 

## Monumentos Históricos
- Parroquia de La Inmaculada Concepción